# Saint-Chels
Saint-Chels is een gemeente in het Franse departement Lot (regio Occitanie) en telt 139 inwoners (1999). De plaats maakt deel uit van het arrondissement Figeac.

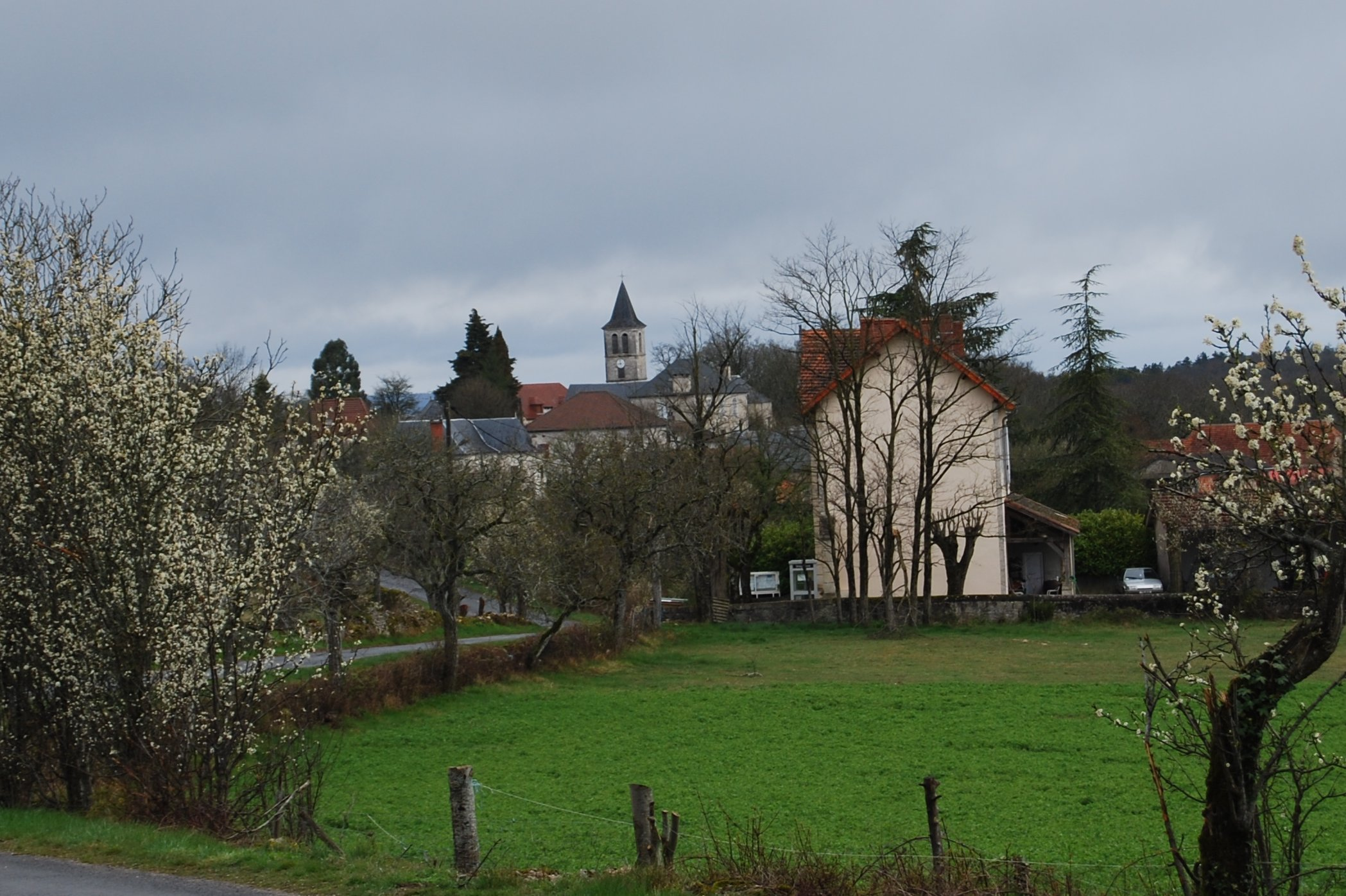
Saint-Chels

## Geografie
De oppervlakte van Saint-Chels bedraagt 17,3 km², de bevolkingsdichtheid is 8,0 inwoners per km².
De onderstaande kaart toont de ligging van Saint-Chels met de belangrijkste infrastructuur en aangrenzende gemeenten.

## Demografie
Onderstaande figuur toont het verloop van het inwonertal (bron: INSEE-tellingen).